# Roodvleugelboomtimalia
De roodvleugelboomtimalia (Cyanoderma erythropterum synoniem: Stachyris erythroptera) is een boomtimalia uit het geslacht Cyanoderma en de familie Timalia's (Timaliidae). De vogel komt voor in vooral secundair bos in Zuidoost-Azië.

## Kenmerken
De roodvleugelboomtimalia is 12 cm lang. Opvallende kenmerken aan deze verder saai gekleurde, bruine boomtimalia zijn de blauwe oogring, het grijs op de "wangen" en op de hals en de kastanjebruine vleugels.

## Verspreiding en leefgebied
De roodvleugelboomtimalia heeft een verspreidingsgebied waarbinnen drie ondersoorten worden onderscheiden:
- C. e. erythropterum (Het schiereiland Malakka en de Natuna-eilanden)
- C. e. pyrrhophaeum (Sumatra en omliggende eilanden)
- C. e. fulviventris (Pulau Banyak, eiland ten noordwesten van Sumatra)

De vogel komt voor in tropisch laaglandbos.

## Status
De roodvleugelboomtimalia heeft een ruim verspreidingsgebied en daardoor alleen al is de kans op de status kwetsbaar (voor uitsterven) gering. De grootte van de populatie is niet gekwantificeerd. De roodvleugelboomtimalia gaat in aantal achteruit door versnippering van het leefgebied. Echter, het tempo ligt onder de 30% in tien jaar (minder dan 3,5% per jaar). Om deze redenen staat deze boomtimalia als niet bedreigd op de Rode Lijst van de IUCN.